# RD-0108
RD-0108 es la designación de un tipo de motor cohete utilizado en la última etapa de los cohetes Molniya y Voskhod usados para el lanzamiento de naves espaciales no tripuladas. También es conocido como RO-8 y 8D715P. Los RD-0108 eran motores RD-0107 modificados para posible uso en lanzamientos tripulados.

## Características
Los motores RD-0108 fueron diseñados por Kosberg y funcionaban alimentados por oxígeno líquido y queroseno. Tenían un Empuje de 297,90 kN. Se usaron para poner en órbita tanto satélites terrestres como sondas interplanetarias.